# بالانا
بالانا (بالروسية: Палана) هي إحدى قرى روسيا في الكيان الفدرالي الروسي كامتشاتكا كراي. يبلغ عدد سكانها حوالي 3500 نسمة.

## المناخ
يظهر الجدول التالي التغييرات المناخية على مدار السنة لبالانا:
| البيانات المناخية لـبالانا         | البيانات المناخية لـبالانا | البيانات المناخية لـبالانا | البيانات المناخية لـبالانا | البيانات المناخية لـبالانا | البيانات المناخية لـبالانا | البيانات المناخية لـبالانا | البيانات المناخية لـبالانا | البيانات المناخية لـبالانا | البيانات المناخية لـبالانا | البيانات المناخية لـبالانا | البيانات المناخية لـبالانا | البيانات المناخية لـبالانا | البيانات المناخية لـبالانا |
| الشهر                              | يناير                      | فبراير                     | مارس                       | أبريل                      | مايو                       | يونيو                      | يوليو                      | أغسطس                      | سبتمبر                     | أكتوبر                     | نوفمبر                     | ديسمبر                     | المعدل السنوي              |
| ---------------------------------- | -------------------------- | -------------------------- | -------------------------- | -------------------------- | -------------------------- | -------------------------- | -------------------------- | -------------------------- | -------------------------- | -------------------------- | -------------------------- | -------------------------- | -------------------------- |
| الدرجة القصوى °م (°ف)              | 7.8 (46.0)                 | 10.0 (50.0)                | 12.0 (53.6)                | 15.0 (59.0)                | 23.9 (75.0)                | 29.1 (84.4)                | 32.2 (90.0)                | 28.0 (82.4)                | 21.1 (70.0)                | 19.0 (66.2)                | 12.0 (53.6)                | 11.0 (51.8)                | 29.7 (85.5)                |
| متوسط درجة الحرارة الكبرى °م (°ف)  | −12.5 (9.5)                | −11.5 (11.3)               | −6.5 (20.3)                | −0.1 (31.8)                | 6.9 (44.4)                 | 13.2 (55.8)                | 16.5 (61.7)                | 15.6 (60.1)                | 11.6 (52.9)                | 4.6 (40.3)                 | −3.8 (25.2)                | −10.1 (13.8)               | 1.9 (35.4)                 |
| المتوسط اليومي °م (°ف)             | −17.1 (1.2)                | −16.7 (1.9)                | −12.3 (9.9)                | −4.7 (23.5)                | 2.5 (36.5)                 | 8.1 (46.6)                 | 11.5 (52.7)                | 11.1 (52.0)                | 6.8 (44.2)                 | 0.4 (32.7)                 | −7.8 (18.0)                | −14.6 (5.7)                | −2.9 (26.8)                |
| متوسط درجة الحرارة الصغرى °م (°ف)  | −22.8 (−9.0)               | −22.8 (−9.0)               | −19.3 (−2.7)               | −11 (12)                   | −2.4 (27.7)                | 2.2 (36.0)                 | 5.8 (42.4)                 | 5.6 (42.1)                 | 1.0 (33.8)                 | −4.6 (23.7)                | −13.1 (8.4)                | −20.1 (−4.2)               | −8.7 (16.3)                |
| أدنى درجة حرارة °م (°ف)            | −47 (−53)                  | −42.8 (−45.0)              | −38.9 (−38.0)              | −29.5 (−21.1)              | −19.4 (−2.9)               | −5 (23)                    | −2.2 (28.0)                | −7.8 (18.0)                | −11.1 (12.0)               | −21 (−6)                   | −34 (−29)                  | −40 (−40)                  | −47 (−53)                  |
| الهطول مم (إنش)                    | 27.4 (1.08)                | 17.5 (0.69)                | 21.5 (0.85)                | 36.8 (1.45)                | 41.1 (1.62)                | 66.5 (2.62)                | 82.8 (3.26)                | 89.5 (3.52)                | 72.8 (2.87)                | 107.7 (4.24)               | 79.9 (3.15)                | 41.9 (1.65)                | 685.4 (27)                 |
| المصدر: climatebase.ru (1955-1991) |                            |                            |                            |                            |                            |                            |                            |                            |                            |                            |                            |                            |                            |